# Stirexephanes triangulifer
Stirexephanes triangulifer là một loài tò vò trong họ Ichneumonidae.